# 잔의 에이스

라이더-웨이트 타로 덱에서 잔의 에이스

잔의 에이스 (ace of cups)는 라틴 계열의 플레잉 카드 (이탈리아어, 스페인어 및 타로 덱)에 사용되는 카드이다. 잔의 슈트에서 에이스이다. 타로에서는 카드 독자가 "소 아르카나"라고 부르는 카드의 일부이며, 잔의 첫 번째 카드로 인생의 사회 및 정서적 영역에서 시작을 의미한다. 숫자 4, 40, 400, 4000으로 연결된다.
타로 카드는 유럽 전역에서 타로 카드 게임을 하는 데 사용된다.
게임이 거의 알려지지 않은 영어권 국가에서는 타로 카드가 주로 점술 목적으로 사용되었다.
어떤 사람들은 이것에서 성배를 보았다.

## 상징주의
잔의 에이스 타로 카드의 의미는 친구와 가족의 기쁨과 내면의 평화이다. 잔에서 쏟아지는 다섯 가지 흐름은 시력, 냄새, 청력, 맛 및 촉감 등 다섯 가지 감각을 나타낸다.
깊은 감정, 친밀감, 조화, 동정심, 사랑의 영역에서 가능성의 상징으로, 당신이 아직 그것을 인식하지 못하더라도 감정적인 인식의 씨앗이 심어져 있음을 보여 준다. 씨앗이 자라면 거의 모든 형태를 취할 수 있다. 그것은 매력, 강한 느낌, 직관적인 지혜 또는 교감 반응일 수 있다. 외부에서는 제안, 선물, 기회, 만남 또는 동시 발생 사건이 될 수 있다.

## 점
이 에이스는 사랑을 창조하는 것이 어떻게 거기서 작동하는지 보기 위하여 그들의 생활을 시험하는 점을 치는 사람을 요구한다. 이 카드는 종종 사랑이 상황의 본질, 즉 문제의 핵심임을 의미한다. 낭만적인 사랑일 수도 있고 그렇지 않을 수도 있으며 주위의 다른 카드에 의존할 수도 있다. 지망생은 이 수준에서 다른 사람과 연락하는 방법을 찾도록 인도될 수 있다: 용서할 사람이 있는가, 아니면 용서가 필요한가? 분노를 평화로, 분열을 공감으로 바꿀 수 있는가? 감정을 나타내야 할 필요가 있는가? 비밀로 감춰진 문제이든 다른 사람들에게 공개된 문제이든, 잔의 에이스는 항상 "당신의 시간"이 오고 있거나 현재 오고 있는 중임을 나타낸다.
이 카드는 또한 내부의 조화와 영성을 제시한다. 잔은 마음의 슈트이고, 에이스는 마음에서 오는 직접적인 지식을 의미한다. 당신의 감정이 당신에게 말하는 것을 신뢰하라. 의식을 탐구하는 방법을 찾고, 정신과의 관계로 인도하는 길을 찾아라. 감정의 힘으로 새로운 방향으로 인도하라. 잔의 에이스인 사랑을 받아 들여라.

## 주요 의미
잔의 에이스와 관련된 다섯 주요 의미는 다음과 같다:
- 풍요
- 창의력
- 강렬한 관계
- 만족
- 성공

## 기능
잔의 에이스는 사랑, 친밀감, 깊은 감정 및 연민의 문제를 나타낸다. 그것은 이 삶의 영역에서 커다란 가능성의 새로운 시작을 알린다. 새로운 관계의 시작 또는 기존 관계에 대한 더 깊은 연결을 표시할 수 있다. 이는 낭만적인 관계일지도 모르지만 우정을 의미할 수도 있다. 씨앗을 심고 일단 싹이 나면 매력에서 직관적인 지식까지 거의 모든 형태를 취할 수 있다. 존재하는 감정을 신뢰하라. 또한, 이 카드는 선물이나 기회를 의미할 수 있다. 제안이 곧 있을 수 있다. 이 카드가 어떤 상황에 대한 연표를 이해하고자 하는 독서에 나타나면 잔의 에이스는 1주일의 기간을 상징한다. 반전된 카드는 다른 카드와의 더 깊은 연결이 차단되고 있음을 나타낸다. 상황에 따라 또는 친밀감에 대한 두려움 때문일 수 있다. 이는 과거가 현재와 어떻게 연결되어 있는지, 다른 사람들과의 친밀감을 어떻게 방해하는지를 고려해야 할 때다. 삶의 상황을 검토하여 시간, 다른 사람 또는 작업이 새로운 관계를 발전시키는 방법에 들어 갔는지 확인하라.